# Gouverneur de l'État de Mexico
Le gouverneur de l'État de Mexico (en espagnol : Gobernador Constitucional del Estado de México) est le chef du pouvoir exécutif de l'État de Mexico, au Mexique.
Le gouverneur est directement élu par les citoyens, au scrutin secret, pour un mandat de six ans sans possibilité de réélection.

## Liste des gouverneurs
- 1827–1828 : Lorenzo de Zavala[1]
- 1913 : José Refugio Velasco
- 1913–1914 : Joaquín Beltrán Castañares
- 1914 : Cristóbal Solano
- 1914 : Francisco Murguía
- 1914 : Rafael M. Hidalgo
- 1914–1915 : Gustavo Baz
- 1915–1916 : Pascual Morales y Molina
- 1916–1917 : Rafael Cepeda
- 1917 : Carlos Tejada
- 1917–1918 : Agustín Millán Vivero
- 1918–1919 : Joaquín García Luna
- 1919 : Agustín Millán Vivero
- 1919–1920 : Francisco Javier Gaxiola
- 1920 : Agustín Millán Vivero
- 1920 : Darío López
- 1920–1921 : Abundio Gómez
- 1921 : Manuel Campos Mena
- 1921–1925 : Abundio Gómez
- 1925–1929 : Carlos Riva Palacio
- 1929–1933 : Filiberto Gómez
- 1933–1935 : José Luis Solórzano
- 1935–1937 : Eucario López
- 1937–1941 : Wenceslao Labra
- 1941–1942 : Alfredo Zárate Albarrán
- 1942 : José Luis Gutiérrez y Gutiérrez
- 1942–1945 : Isidro Fabela
- 1945–1951 : Alfredo del Mazo Vélez
- 1951–1957 : Salvador Sánchez Colín
- 1957–1963 : Gustavo Baz
- 1963–1969 : Juan Fernández Albarrán
- 1969–1975 : Carlos Hank González
- 1975–1981 : Jorge Jiménez Cantú
- 1981–1986 : Alfredo del Mazo González
- 1986–1987 : Alfredo Baranda García
- 1987–1989 : Mario Ramón Beteta
- 1989–1993 : Ignacio Pichardo Pagaza
- 1993–1995 : Emilio Chuayffet
- 1995–1999 : César Camacho Quiroz
- 1999–2005 : Arturo Montiel Rojas
- 2005–2011 : Enrique Peña Nieto
- 2011–2017 : Eruviel Ávila Villegas
- 2017–2023 : Alfredo del Mazo Maza
- depuis 2023 : Delfina Gómez Álvarez